# Stephen Edelston Toulmin
Stephen Edelston Toulmin (25. března 1922, Londýn – 4. prosince 2009, Los Angeles) byl anglický filosof vědy, představitel evoluční teorie poznání, postmoderní filozofie, autor a pedagog.
Byl ovlivněn Ludwigem Wittgensteinem a svou práci zasvětil analýze morálního uvažování. Ve svých spisech se snaží rozvíjet praktické argumenty, které lze efektivně využít při posuzování morálních otázek v etice. Jeho práce se později ukázaly jako užitečné v oblasti rétoriky pro analýzu rétorických argumentů. Toulminův model argumentace (diagram obsahující šest vzájemně propojených komponentů, používaných pro analýzu argumentů) byl považován za jeho nejvlivnější práci, zejména v oblasti rétoriky, komunikace a také v informatice.

## Biografie
Stephen Toulmin se narodil ve Velké Británii, v Londýně, 25. března 1922 rodičům Geoffrey Edelson Toulmin a Doris Holman Toulmin. Získal bakalářský titul na King's College, Cambridge v roce 1942. Brzy poté byl Toulmin zaměstnán Ministerstvem leteckého průmyslu jako mladší vědecký důstojník. Nejprve pracoval na Malvern Radar Research and Developmend Stations a později na vrchním velitelství Allied Expeditionary Force v Německu. Na konci druhé světové války se vrátil do Anglie, aby si dodělal magisterský titul, který obdržel v roce 1947, a doktorát z filozofie na Cambridge University. Následně napsal disertační práci An Examination of the Place of Reason in Ethics (1950). V tomto období se Toulmin setkával s rakouským filozofem Ludwigem Wittgensteinem, jehož vědecká práce zkoumá vztah mezi použitím jazyka a jeho významem. Tato práce měla vliv na Toulminovu vlastní tvorbu.
Po absolvování studia na Cambrige přednášel na Oxfordské univerzitě filozofii vědy v letech 1949–1954. Během této doby napsal svou druhou knihu The Philosophy of Science: an Introduction. Brzy poté byl jmenován do funkce zahraničního profesora historie a filozofie vědy na univerzitě v Melbourne v Austrálii mezi lety 1954–1955. Po tomto období se vrátil do Anglie a pracoval jako profesor a vedoucí katedry filozofie na univerzitě v Leedsu od roku 1955 do roku 1959. V Leedsu vydal jednu ze svých nejvlivnějších knih v oblasti rétoriky, The Uses of Argument (1958), ve které zkoumal nedostatky tradiční logiky. Ačkoli byla v Anglii špatně přijata a satirizována jako Toulminova protilogická kniha, jak ji nazvali jeho kolegové z katedry filozofie v Leedsu, dostalo se jí značného úspěchu ve Spojených státech, kde Toulmin figuroval jako hostující profesor v New Yorku, ve Stanfordu a na Columbia University v roce 1959. Ve Spojených státech představili Wayne Brockriede a Douglas Ehninger Toulminovu práci studentům komunikace. V jeho práci shledali, že poskytuje dobrý strukturální model, užitečný pro analýzu a kritiku rétorických argumentů. V roce 1960 se Toulmin vrátil do Londýna, aby pracoval na pozici ředitele v Unit for History of Ideas of the Nuffield Foundation. Oženil se s June Goodfield, se kterou spolupracoval na sérii knih o historii vědy.
V roce 1965 se vrátil do  Spojených států, kde zastával pozice na různých univerzitách. Na University of California v Santa Cruz Toulmin publikoval Human Understanding: The Collective Use and Evolution of Concepts (1972). V této knize zkoumá příčiny a procesy koncepční změny. Toulmin používá novelu pro srovnání mezi změnou koncepce a modelem Darwinovské biologické evoluce. Analyzoval proces koncepční změny jako evoluční proces.
V roce 1973 vyučoval v Committee on Social Thought at the University of Chicago. Zde spolupracoval s profesorem Allanem Janikem, který přednášel filozofii na La Salle University, na knize Wittgenstein's Vienna, ve které rozvíjeli tezi, která podtrhuje význam dějin lidského uvažování. Proti filozofům, kteří věří v absolutní pravdu, kterou obhajoval Platón ve své idealizované formální logice, Toulmin tvrdí, že pravda může být relativní kvalita, v závislosti na historických a kulturních souvislostech (to, co ostatní autoři nazvali „konceptuální schémata“).
V období 1975–1978 pracoval v National Commission for the Protection of Human Subjects of Biomedical and Behavioral Research, ustanovenou Kongresem Spojených států. Během této doby spolupracoval s Albertem R. Jonsenem, který napsal dílo The Abuse of Casuistry: A History of Moral Reasoning (1988), které ukazuje postupy pro řešení morálních případů. Jedním z jeho posledních děl je Cosmopolis: The Hidden Agenda of Modernity (1990), kde konkrétně kritizuje praktické použití a zúžování morálky, které je základem moderní vědy.
Dne 4. procince 2009 Toulmin zemřel na selhání srdce ve věku 87 v Los Angeles.

## Meta – filozofie

### Námitky proti absolutismu a relativismu
Ve svých mnoha pracích, Toulmin poukázal na to, že absolutismus (zástupovaný teoretickými či analytickými argumenty), má omezenou praktickou hodnotu. Absolutismus je odvozen z Platónovy idealizované formální logiky, která obhajuje univerzální pravdu; proto, absolutisté věří, že morální problémy mohou být vyřešeny dodržováním standardních souborů mravních zásad, bez ohledu na kontext. Naopak, Toulmin tvrdí, že mnohé z těchto takzvaných standardních principů jsou irelevantní pro reálné situace s nimiž se setkávají lidé v každodenním životě.

Aby rozvinul své tvrzení, představil koncept argumentačních oblastí. V knize In The Uses of Argument (1958), Toulmin tvrdí, že některé aspekty argumentů se liší podle jednotlivých oblastí, a proto se nazývají „na oblasti – závislé“ zatímco ostatní aspekty argumentace jsou stejná po celou dobu ve všech oblastech, a jsou proto nazývají „na oblasti – neměnné“. Toulmin věří, že vadnost absolutismu, spočívá v jeho neznalosti „na oblasti – závislém“ aspektu argumentu; absolutismus předpokládá, že všechny aspekty argumentu jsou „na oblasti – neměnné“.

V kinze Human Understanding (1972) (1972) Toulmin naznačuje, že antropologové byli v zlákáni na stranu relativistů, protože si všimli vlivu kulturních variací na racionálních argumentech. Jinými slovy, antropolog nebo relativista přeceňuje významný aspekt argumentů které jsou „na oblasti – závislé“ a opomíjí nebo neví o „na oblasti – neměnných“ prvcích. S cílem poskytnout řešení problémů absolutismu a relativismu se Toulmin pokouší během jeho práce na tvorbě norem, které nejsou ani absolutistické ani relativistické pro posuzování hodnoty myšlenek.

V Cosmopolis (1990) stopuje filozofy v „Pátrání po jistotě“ zpět k Descartovi a Hobbesovi a chválí Deweye, Wittgensteina, Heideggera, a Rortyho pro opuštění této tradice.

### Humanizace modernosti
V Cosmopolis hledá Toulmin původ moderního důrazu na univerzálnost (filosofové, kteří „Pátráli po jistotě“), a kritizuje moderní vědy a filozofy za to, že ignorují v praktických otázkách preference pro abstraktní a teoretické otázky. Například honba za absolutismem a teoretickými argumenty postrádá praktičnost a v jeho pojetí se jedná o jeden z největších defektů moderní filozofie . Stejně tak cítil ztenčení morálky v oblasti přírodních věd, která odvedla pozornost od praktických otázkek týkajících se ekologie k výrobě atomové bomby. Toulmin se tento problém snažil vyřešit prosazováním návratu k humanismu, který se skládá ze čtyř návratů: 
1.) návrat k ústní komunikaci a diskurzu, důvod, který byl zamítnut moderní filozofy, jejichž vědecký důraz je kladen na vytištěné dokumenty
2.) návrat k zvláštním nebo ojedinělým případům, které se zabývají praktickými morálními otázkami, vyskytujícími se v každodenním životě (na rozdíl od teoretických principů, které mají omezenou praktičnost)
3.) návrat k místním nebo konkrétním kulturním a historickým kontextům
4.) návrat k časovosti, z mimočasových problémů s věcmi, jejichž racionální význam závisí na časové ose našeho rozřešení. Zde navazuje na tuto kritiku v knize Return to Reason(2001), kde se snaží osvětlit neduhy, které, podle jeho názoru, způsobil univerzalismus v sociální sféře. Řeší mimo jiné, rozdíl mezi mainstreamovými etickými teoriemi a etické nejasnosti v reálném životě.

## Etika

### Dobré důvody přístupu
V knize Reason in Ethics (1950). která byla jeho disertační prací, stanovuje dobré důvody, jak přistupovat k etice. Kritizuje to, co považuje za subjektivismus a emotivismus filozofů, jako je A. J. Ayer, protože podle jeho názoru selhali v posuzování etického uvažování.

### Oživení kazuistiky
Oživením kazuistiky (také známé jako případová etika) se Toulmin snažil najít střední cestu mezi extrémy absolutismu a relativismu. Kazuistika byla praktikována široce v průběhu středověku a renesance, kdy řešila morální problémy. Přestože kazuistika z velké části vymizela v moderní době, se Toulmin ve spolupráci s Albertem R. Jonsenem sanží v knize: The Abuse of Casuistry: A History of Moral Reasoning, prokázat účinnost kasuistiky a praktické argumentace během středověku a renesance, účinně tyto metody oživují jako přípustné metody argumentace.
Kazuistika využívá absolutistických principů, které se nazývají „typické“ nebo „paradigmatické případy,“ aniž by se uchylovala k absolutismu. Používá standardní principy (např. posvátnost života) referenčních značek v morálních argumentech. Jednotlivý případ se pak porovnává tak, aby kontrastoval s typickým případem. Vzhledem k tomu, že individuální případ, který je zcela totožný s typickým případem, lze morální soud provést okamžitě s použitím standardních morálních zásady, zavedených v typickém případě. V situaci, kdy se jednotlivý případ liší od případu typického, budou rozdíly kriticky vyhodnoceny, aby se dospělo k racionálnímu tvrzení.

Díky postupu kazuistiky, Toulmin s Jonsen identifikovali tři problémové situace v mravních úvahách: 
1.) typický případ je totožný s jednotlivým případem nejednoznačně
2.) dva typické případy se vztahují ke stejnému jednotlivému případu protichůdným způsobem
3.) bezprecedentní jednotlivý případ nastane, když nemůže být porovnán nebo dán do kontrastu k jakémukoliv typickému případu. 
Díky použití kazuistiky, Toulmin prokázal a posílil jeho dřívější důraz na význam srovnání morálních argumentů, tj. že význam neřeší absolutismu ani relativní teorie.

## Filozofie vědy

### Evoluční model vědy
V roce 1972 Toulmin publikoval knihu Human Understanding, ve které tvrdí, že změna konceptu je evoluční proces. V této knize Toulmin napadá Thomase Kuhna a koncepční změny v jeho vlivném díle Struktura vědeckých revolucí. Kuhn tvrdil, že koncepční změna je revoluční proces (na rozdíl od procesu evolučního), během kterého se vzájemně soutěží a vylučují paradigmata, přičemž jedno paradigma nahradzuje druhé. Toulmin kritizoval relativistické prvky Kuhnovy práce a tvrdí, že vzájemné vylučování paradigmat neposkytuje žádný základ pro srovnávání. To z Kuhna delá relativistu a přes chybné zdůrazňuje „pole variantu“, zatímco ignoruje „pole invariantu“ nebo běžně sdílenou argumentaci či vědecká paradigmata.

Na rozdíl od Kuhnova revolučního modelu Toulmin navrhl evoluční model koncepční změny, který je srovnatelný s modelem Darwinovy biologické evoluce. Toulmin uvádí, že koncepční změnou je proces inovace a výběru. Inovace odpovídá za vzhled koncepčních variant, zatímco výběr odpovídá za přežití a přetrvávání nejlepších koncepcí. Inovace nastane, když se odborníci z určitého oboru začínají dívat na věci jinak než jejich předchůdci. Výběr podrobuje inovativní koncepty procesu diskuse a vyhledávání chyb kdy tento proces Toulmin nazývá „fórum soutěžících“. Nejzdravější koncept přežije „fórum soutěžících“ jako původní nebo revidované tradiční pojetí.

Z hlediska absolutistického pohledu, jsou koncepty buď platné nebo neplatné bez ohledu na kontext. Z pohledu relativistů není ani jeden koncept lepší, ani horší než soupeřící koncept z jiného kulturního kontextu. Z Toulminova úhlu pohledu závisí zhodnocení na způsobu srovnání, které určuje, zdali má jeden koncpet lepší schopnost vypovídat o svách pojmech, než druhý.

## Díla
- An Examination of the Place of Reason in Ethics (1950) ISBN 0-226-80843-2
- An Introduction to the Philosophy of Science (1953)
- The Uses of Argument (1958) 2nd edition 2003: ISBN 0-521-53483-6
- Metaphysical Beliefs, Three Essays (1957) with Ronald W. Hepburn and Alasdair MacIntyre
- The Riviera (1961)
- Seventeenth century science and the arts (1961)
- Foresight and Understanding: An Enquiry into the Aims of Science (1961) ISBN 0-313-23345-4
- The Architecture of Matter (1962) with June Goodfield ISBN 0-226-80840-8
- The Fabric of the Heavens: The Development of Astronomy and Dynamics (1963) with June Goodfield ISBN 0-226-80848-3
- Night Sky at Rhodes (1963)
- The Discovery of Time (1966) with June Goodfield ISBN 0-226-80842-4
- Physical Reality (1970)
- Human Understanding: The Collective Use and Evolution of Concepts (1972) ISBN 0-691-01996-7
- Wittgenstein's Vienna (1972) with Allan Janik
- Knowing and Acting: An Invitation to Philosophy (1976) ISBN 0-02-421020-X
- An Introduction to Reasoning (1979) with Allan Janik and Richard D. Rieke 2nd edition 1997: ISBN 0-02-421160-5
- The Return to Cosmology: Postmodern Science and the Theology of Nature (1985) ISBN 0-520-05465-2
- The Abuse of Casuistry: A History of Moral Reasoning (1988) with Albert R. Jonsen ISBN 0-520-06960-9
- Cosmopolis: The Hidden Agenda of Modernity (1990) ISBN 0-226-80838-6
- Social Impact of AIDS in the United States (1993) with Albert R. Jonsen
- Beyond theory – changing organizations through participation (1996) with Björn Gustavsen (editors)
- Return to Reason (2001) ISBN 0-674-01235-6